# Li Xiaolu
Li Xiaolu (kinesiska: 李晓璐), född den 7 november 1992 i Xiangtan, är en kinesisk konstsimmare.
Hon tog OS-silver i lagtävlingen i samband med de olympiska tävlingarna i konstsim 2016 i Rio de Janeiro..